# STS-114
STS-114 — тридцать первый космический полёт MTKK «Дискавери», 114-й полёт «Спейс шаттла». Цель экспедиции обозначена как «Возвращение к полётам». Это первый полёт шаттла после катастрофы «Колумбии» в 2003 году.

## Экипаж
- Айлин Коллинз (4-й полёт) — командир;
- Джеймс Келли (2) — пилот;
- Соити Ногути (1) — специалист по программе полёта;
- Стив Робинсон (3) — специалист по программе полёта;
- Эндрю Томас (4) — специалист по программе полёта;
- Уэнди Лоуренс (4) — специалист по программе полёта;
- Чарлз Камарда (1) — специалист по программе полёта.

## Выходы в открытый космос
- Выход 1 —  Робинсон и Ногути
- Цель: испытание нового оборудования, предназначенного для ремонта теплозащитного покрытия шаттла
- Начало: 30 июля 2005 — 05:46 a. m. EDT
- Окончание: 30 июля — 12:36 a. m. EDT
- Продолжительность: 6 часов 50 минут
- Выход 2 —  Робинсон и Ногути
- Цель: замена вышедшего из строя гироскопа ориентации МКС
- Начало: 1 августа 2005 — 04:42 a. m. EDT
- Окончание: 1 августа — 11:56 a. m. EDT
- Продолжительность: 7 часов 04 минут
- Выход 3 —  Робинсон и Ногути
- Цель: установка на поверхности МКС платформы (полки), на которой будут закрепляться запасные части для МКС; установка радиолюбительского спутника PCSat2; ремонтные работы на днище «Дискавери»
- Начало: 3 августа 2005 — 04:48 a. m. EDT
- Окончание: 3 августа — 10:49 a. m. EDT
- Продолжительность: 6 часов 01 минут

## Описание полёта
Задачи экспедиции:
- проверка новых систем безопасности шаттла;
- доставка продовольствия и воды для экипажа МКС;
- проверка возможности ремонта повреждения тепловой защиты крыльев шаттлов;
- замена вышедшего из строя гиродина. и установка внешней складской платформы ESP-2 на шлюзовую камеру «Квест».

«Дискавери» доставил на МКС около 8 240 кг грузов в многоцелевом грузовом модуле «Раффаэлло» и вернул с МКС на Землю около 8 956 кг отработанных материалов.
По результатам обследования «Дискавери» на орбите выявлено около 25 повреждений («сколов») термозащиты корабля. По заявлению НАСА, нормой является 145—150 сколов за один старт.
Первоначально планировалось, что «Дискавери» проведёт в космосе около 12 суток. Одни сутки были добавлены для завершения всех запланированных работ, и дата приземления была перенесена на 7 августа. Однако по причине плохих метеоусловий на месте приземления (мыс Канаверал) дата приземления была сдвинута ещё на сутки.
8 августа «Дискавери» успешно приземлился на базе ВВС США «Эдвардс».

## Галерея

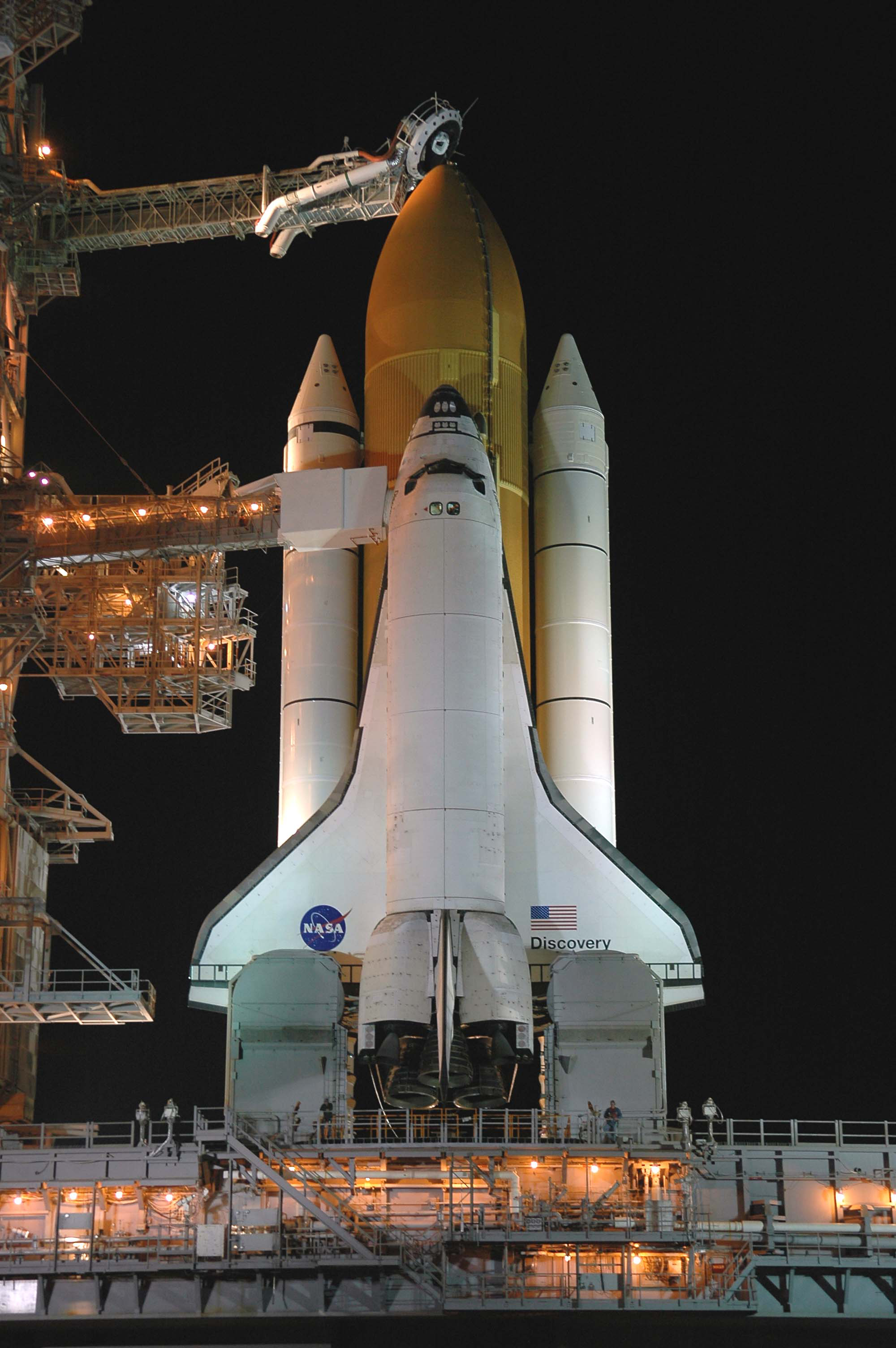
Июль 2005. «Дискавери» перед стартом.
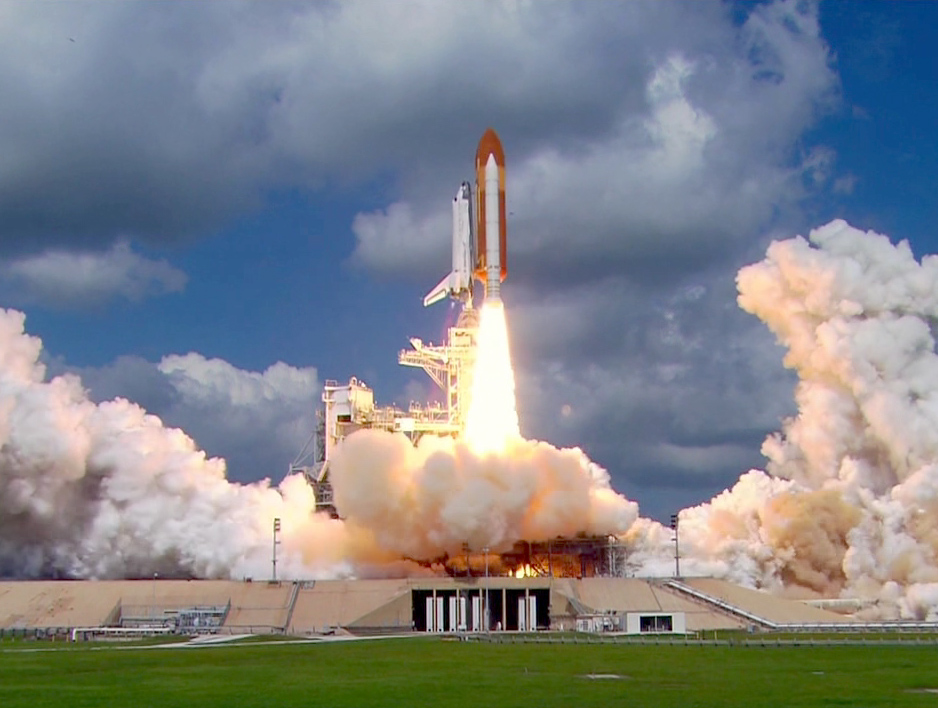
Старт
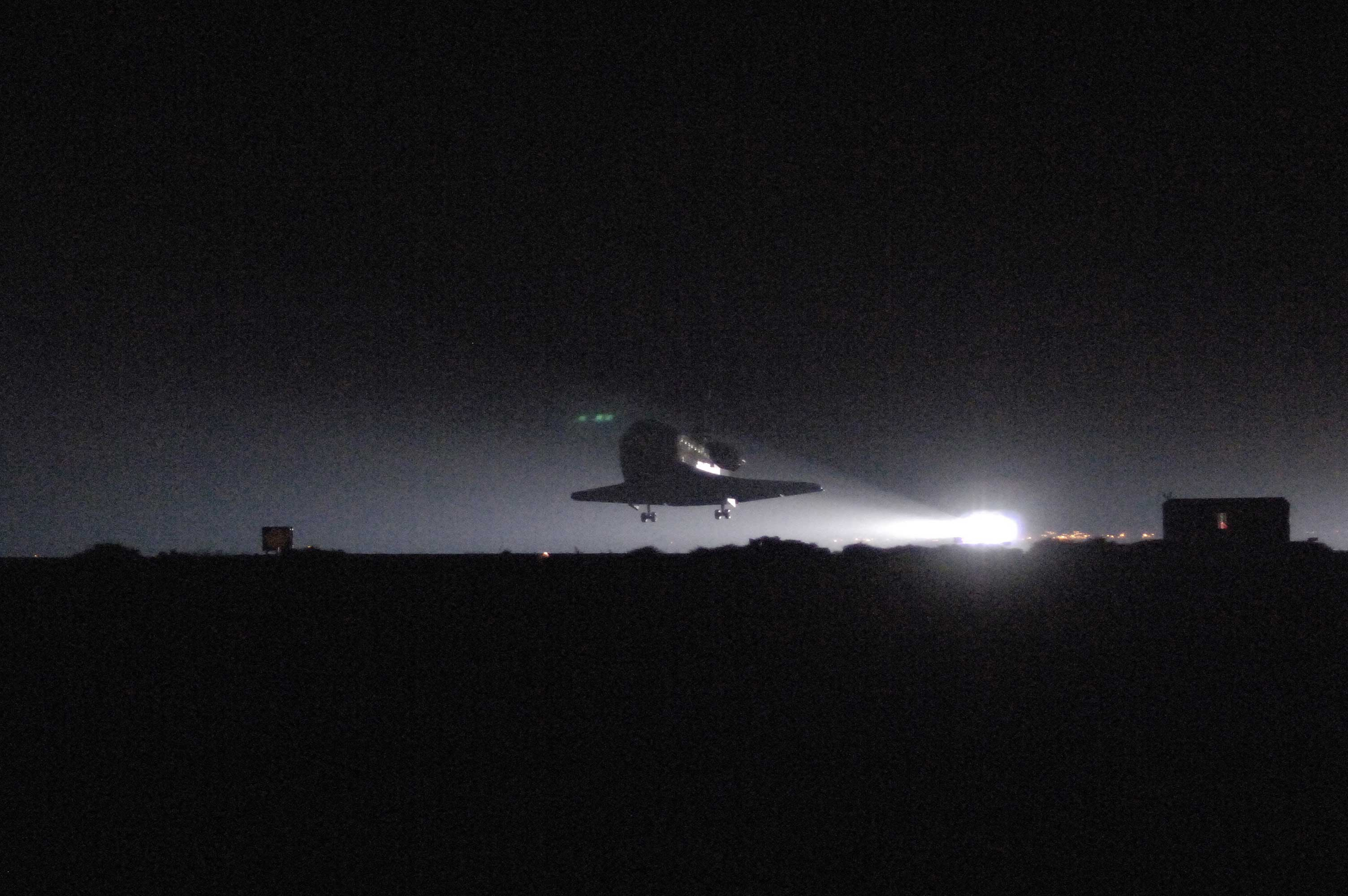
9 августа 2005. Приземление «Дискавери».